# Vetterli-Vitali Mod. 1870/87
Il Vetterli-Vitali Mod. 1870/87 fu un fucile a otturatore girevole-scorrevole in dotazione alle forze armate del Regno d'Italia.

## Storia
Negli anni successivi alla proclamazione del Regno d'Italia si presentò l'esigenza di sostituire il Carcano Mod. 67 ad ago; la scelta cadde sul fucile svizzero Vetterli Mod. 1869, realizzato da Johann-Friedrich Vetterli, che fu prodotto per l'Italia in versione monocolpo calibro 10,35 × 47 mm R, denominato Vetterli Mod. 1870 o "Vetterli italiano". La versione Fucile venne assegnata a tutti i reparti di fanteria, compresi i bersaglieri che fino ad allora utilizzavano i Remington Rolling Block catturati ai pontifici dopo la presa di Roma.
Ben presto la soluzione monocolpo rivelò la sua inadeguatezza nei confronti dei coevi fucili europei. La Regia Marina si mosse per prima e nel 1882 tra vari sistemi a ripetizione manuale selezionò quello del capitano Giovanni Bertoldo, che per ragioni di costi venne retrofittato sui Vetterli Mod. 1870 monocolpo, che presero così la denominazione di Vetterli-Bertoldo Mod. 1870/82. Nel 1887 fu la volta del Regio Esercito, che decise di adottare sui suoi Mod. 1870 un sistema a ripetizione manuale ideato dal capitano di artiglieria Giuseppe Vitali, ottenendo così il Mod. 1870/87.
Il nuovo fucile venne impiegato nelle sfortunate avventure coloniali di fine secolo, comprese la Battaglia dell'Amba Alagi e quella di Adua. Nel frattempo, nel 1893, era stato adottato ufficialmente il Carcano Mod. 91 nel moderno calibro 6,5 × 52 mm, che avrebbe sostituito il Vetterli-Vitali come arma d'ordinanza. Lo scoppio della prima guerra mondiale fece aumentare a dismisura la richiesta di fucili, che la produzione di Carcano Mod. 91 non riusciva a soddisfare. Così una parte dei Vetterli-Vitali, rinominati Vetterli-Vitali Mod. 1870/87/16, venne ulteriormente modificata per il nuovo calibro 6,5 × 52 mm ed assegnata alla Milizia Mobile, mentre le truppe sedentarie e la Milizia Territoriale furono armate con il Mod. 1870/87 nel vecchio calibro.
I Vetterli-Vitali Mod. 1870/87/16 vengono utilizzati ancora nella Guerra d'Etiopia, assegnati alle truppe coloniali. Durante la guerra civile spagnola 21.402 di questi fucili vennero ceduti ai Nazionalisti.

## Tecnica
Vennero trasformate con il sistema di ripetizione Vitali solo le versioni "Fucile" e "Moschetto TS", ottenendo il "Fucile Mod. 1870/87" ed il "Moschetto per truppe speciali Mod. 1879/87". La cassa, i fornimenti, l'otturatore, la canna, gli organi di scatto e di mira sono immutati rispetto al Mod. 1870. Il blocco di culatta è modificato con l'aggiunta del serbatoio-caricatore. Il serbatoio da 4 colpi è formato in una scatola posta sotto la culatta mobile, con elevatore e molla spirale centrale, comunicante col canale dell'otturatore. Un anello infilato nella culatta mobile, dalla parte posteriore, serve, girandolo opportunamente, ad ottenere il tiro a ripetizione o quello a caricamento successivo. Il serbatoio viene caricato con una piastrina tipo stripper clip costituita da una testa di legno e due alette di metallo che trattengono quattro cartucce. Una freccia nera dipinta sulla testa di legno indica il senso di introduzione del serbatoio nell'arma. Tramite una funicella con nodo posta sulla testa di legno, la piastrina viene estratta e le cartucce rimangono nel serbatoio, munito di un elevatore azionato da una molla alloggiata al centro del serbatoio. Azionando il manubrio, la testa del cilindro otturatore spinge in avanti una cartuccia alla volta nella camera di scoppio. Si poteva caricare l'arma e sparare a ripetizione con una cadenza di circa quindici colpi al minuto.
I Mod. 1870/87/16, oltre a ricevere la nuova canna e l'otturatore modificato per il nuovo calibro, montano il serbatoio del Carcano Mod. 91 in grado di utilizzare la stessa piastrina da 6 colpi in calibro 6,5.

## Baionette

### Sciabola-baionetta Mod. 1870/87
Questa sciabola-baionetta è il risultato della modifica della Sciabola-baionetta Mod. 1870 della versione Fucile da fanteria del Vetterli Mod. 1870. Differisce da questa essenzialmente per una piccola incisione praticata alla base dell'anello della guardia, per le guancette in legno anziché in galalite e per la molla di vincolo accorciata e fissata alla seconda vite anziché alla prima.

### Baionetta Mod. 1870/87/16
Evoluzione del precedente modello Mod. 1870/87, viene adattata alla guerra di trincea con l'accorciamento della lama a 26 centimetri (e quindi dei foderi) e con il taglio del braccio della guardia ricurvo, detto "ramo di parata" per essere destinato a parare i colpi di baionetta dell'avversario, che così diviene diritto. Curiosamente, la parte di lama tagliata veniva riciclata per produrre i pugnali da arditi.